# Mnestheus (bướm nhảy)
Mnestheus là một chi bướm ngày thuộc họ Bướm nâu.